# ラスムハンマド国立公園

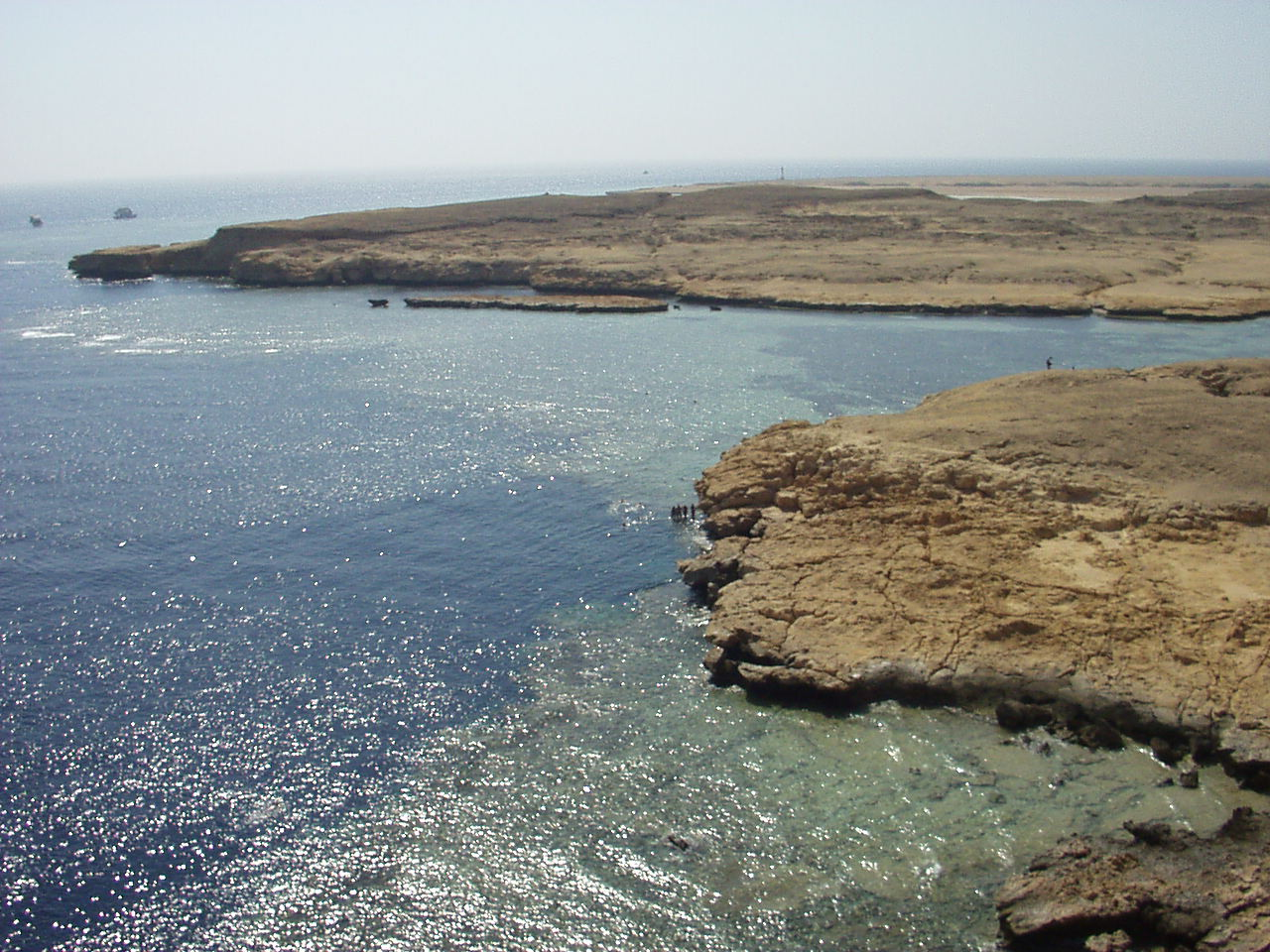
ラスムハンマド国立公園のサンゴ礁。

ラスムハンマド国立公園（ラスムハンマドこくりつこうえん、英語: Ras Muhammad National Park）は、エジプトにある国立公園である。

## 概要
ラスムハンマド国立公園は、エジプトのシナイ半島の南端にある国立公園で、西にスエズ湾、東にアカバ湾を見下ろす。エジプトで初めて設立された国立公園のひとつで、切り立った断崖、砂浜、マングローブが広がり、スクーバダイビング・スポットとして世界的に有名である。